# Cheilosia octava
Cheilosia octava är en tvåvingeart som beskrevs av Barkalov och Cheng 2004. Cheilosia octava ingår i släktet örtblomflugor, och familjen blomflugor. Inga underarter finns listade i Catalogue of Life.